# Первый Бурковский
Первый Бурковский — опустевшая деревня в Павинском районе Костромской области. Входит в состав Павинского сельского поселения

## География
Находится в северо-восточной части Костромской области на расстоянии приблизительно 12 км на юг-юго-восток по прямой от села Павино, административного центра района.

## Население
Численность постоянного населения составляла 5 человек в 2002 году (русские 100 %), 0 в 2022.